# Bordages à franc-bord
Cet article concerne un type de construction maritime. Pour la dimension d'un navire, voir Franc-bord. Pour le bord d'un cours d'eau, voir Franc-bord (géologie).

Différence entre le bordage à clin (clinker-built en anglais) ou les planches de bord se superposent et le bordage à franc-bord (carvel-built en anglais) ou les planches de bord sont juxtaposées.

La construction à franc-bord est une technique de construction navale reposant sur un assemblage de virures de bordé juxtaposées et fixées à une charpente, sur un principe de membrures premières, sans liaison entre les virures de bordé.

## Principes
Le principe de construction à membrures premières implique une disposition dans un premier temps des membrures sur la quille, puis dans un second temps la pose des virures de bordé. Dans ce contexte, les membrures jouent un rôle de squelette, déterminant ainsi la forme qu'aura la coque du bateau, on dit alors qu’elles sont « actives ». Il n'apparait aucun lien entre les virures de bordé: aucun chevillage, ni tenons et mortaises. Les virures sont assemblées uniquement aux membrures.

## Historique
Cette construction à franc-bord est visible sur : des épaves gallo-romaines découvertes dans la Tamise ou à Guernesey, datées de 150 apr. J.-C. ou après, qui pourraient ressembler aux bateaux vénètes qu'affronta César ; des épaves comme celle de Studland Bay (Angleterre), datée d'environ 1520-1530 ; Serçe Liman (Turquie) datée du XIe siècle, et Culip VI (Espagne) datée fin XIIIe-début XIVe siècle, entre autres. Mais aussi dans les sources écrites avec un devis de construction navale daté de 1273 (environ), manuscrit découvert aux Archives départementales des Bouches-du-Rhône dans un lot de documents datés du XVe siècle.
Le bateau trouvé par Richard Keen à Guernesey en 1982 est daté C.280. Un autre bateau du même style a été trouvé à Magor en 1993 (daté C.300),.